# Ansarvedolmen

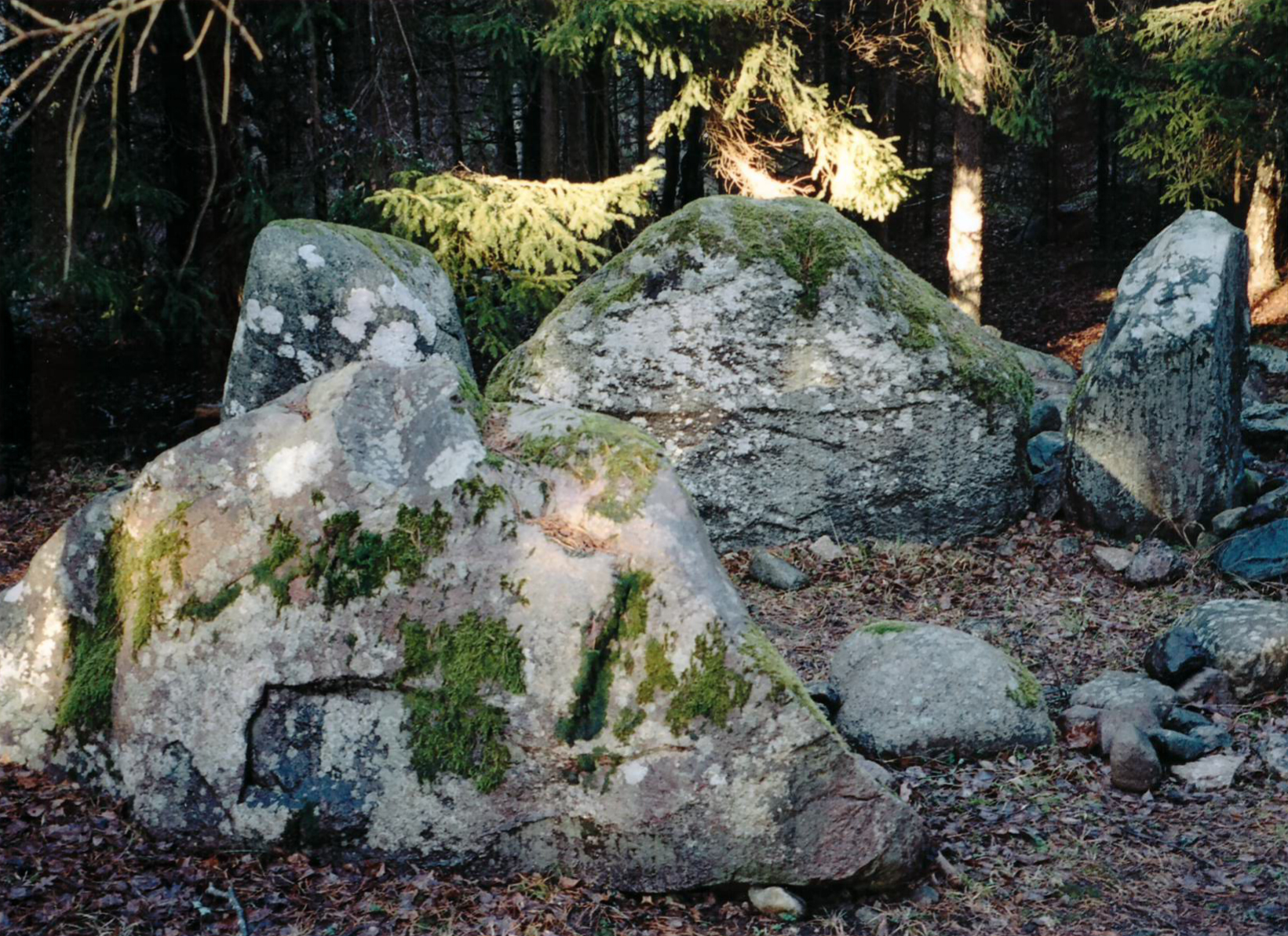
Ansarvedolmen bei Gnisvärd

Der Ansarvedolmen (schwedisch Ansarvedösen, selten auch Toftadösen) bei Gnisvärd im Kirchspiel Tofta ist Gotlands einziger erhaltener und belegter Dolmen. Die Ostseeinseln Schwedens sind insgesamt arm an neolithischen Zeugnissen. Auch auf Öland sind nur wenige Dolmen (schwedisch Dös) belegt (Dolmen von Resmo). Die Kammergröße betrug etwa 3,0 × 1,5 Meter. Die Kammer befindet sich in einer nur teilweise erhaltenen, 7,0 × 5,0 Meter großen Einfassung aus Kalksteinplatten.

## Beschreibung
Der Dolmen wurde Anfang des 20. Jahrhunderts entdeckt. Er ist direkt neben der Straße zu finden, die unweit der Schiffssetzungen bei Gnisvärd durch den Wald führt und Gnisvärdsvägen genannt wird. Der Dösen wurde 1912 erstmals ausgegraben. Bei dieser Grabung wurden lediglich drei menschliche Unterkiefer gefunden. Bei der Nachuntersuchung der Megalithanlage im Jahre 1984 wurden außerhalb der Kammer Knochenreste und Zähne gefunden, die 1912 mit dem Füllmaterial aus der Kammer entfernt worden waren. Es ließen sich somit keine Rückschlüsse auf ihre ursprüngliche Lage ziehen.
Die Datierung aus dem baugeschichtlichen Zusammenhang ergibt eine Bauzeit am Übergang des frühen zum mittleren Neolithikum um 3500 v. Chr.
Das komplette Skelett einer etwa 40 Jahre alten Frau wurde ebenfalls außerhalb der Kammer, aber innerhalb der Einfassung, gefunden. Mittels Radiocarbonmethode (C14-Methode) wurde es in die späte Bronzezeit datiert. Dies befremdet, da zu dieser Zeit bereits die Feuerbestattung vorherrschte. Es könnte sich um eine Weiternutzung des Begräbnisplatzes im zeitlichen Zusammenhang mit der Errichtung der Schiffssetzungen bei Gnisvärd handeln.